# Valavandankottai
Valavandankottai es una  ciudad censal situada en el distrito de Tiruchirappalli en el estado de Tamil Nadu (India). Su población es de 9202 habitantes (2011). Se encuentra a 16 km de Tiruchirappalli y 35 km de Thanjavur.

## Demografía
Según el censo de 2011 la población de Valavandankottai era de 9202 habitantes, de los cuales 4699 eran hombres y 4503 eran mujeres. Valavandankottai tiene una tasa media de alfabetización del 84,02%, superior a la media estatal del 80,09%: la alfabetización masculina es del 90,93%, y la alfabetización femenina del 76,91%.